# Stanisław z Otoka Zaleski
Stanisław z Otoka Zaleski herbu Dołęga (zm. przed 30 marca 1677 roku) – sędzia ziemski sieradzki w latach 1667–1675, podsędek sieradzki w latach 1648–1667, podczaszy sieradzki w latach 1628–1648, łowczy sieradzki w latach 1620–1627.
Był elektorem Władysława IV Wazy z województwa sieradzkiego w 1632 roku.